# نادي سان خوسيه
نادي ديبورتيفو سان خوسي لكرة القدم (بالإسبانية: Club Deportivo San José)‏ نادي كرة قدم بوليفي يلعب في الدوري البوليفي لكرة القدم . تم تأسيس النادي في سنة 1942.